# Wożega (rzeka)
Wożega (ros. Вожега) – rzeka w europejskiej części Rosji, w obwodzie wołogodzki, wpada do jeziora Woże.
Rzeka bierze początek w południowej części Wzniesień Wierchnieważskich. W górnym i środkowym biegu płynie po równinie morenowej w wyżłobionej dolinie wśród wzniesień o głębokości nawet 20-30 m. Następnie wypływa na nizinę, gdzie płynie w niewielkiej dolinie. Następnie tworząc deltę i wpada do jeziora Woże.
W okresie od końca października do marca jest zamarznięta. Żeglowny jest odcinek o długości 18 km. Nad rzeką znajduje się osiedle typu miejskiego Wożega.